# La CQ
La CQ (no Brasil, A CQ – Confusões ao Quadrado) é uma série mexicana criada por Pedro Ortiz de Pinedo (que também criou a série Una familia de diez), dirigida e realizada por seu pai Jorge Ortiz de Pinedo. É uma co-produção entre Televisa e Cartoon Network América Latina.

## Episódio
| Temporada | Episódio | Data Orig                                    | Data Brasil                                    |
| --------- | -------- | -------------------------------------------- | ---------------------------------------------- |
| 1         | 1–25     | 6 de agosto de 2012 – 17 de setembro de 2012 | 4 de março de 2013 – 3 de maio de 2013         |
| 2         | 26–49    | 6 de dezembro de 2012 – 7 de abril de 2013   | 6 de maio de 2013 – 5 de junho de 2013         |
| 3         | 50–74    | 29 de abril de 2013 – 10 de julho de 2013    | 5 de agosto de 2013 – 31 de outubro de 2013    |
| 4         | 75–100   | 16 de julho de 2013 – 1 de agosto de 2013    | 6 de dezembro de 2013 – 7 de fevereiro de 2014 |

### Temporada 1 (2012)
| Número | Título                         | Estréia em América Latina | Estréia no Brasil   |
| 1      | Bem-vindo a CQ                 | 6 de agosto de 2012       | 4 de março de 2013  |
| 2      | Monche reprovado               | 6 de agosto de 2012       | 5 de março de 2013  |
| 3      | O vulcão de Clara              | 6 de agosto de 2012       | 6 de março de 2013  |
| 4      | Cartas de amor                 | 8 de agosto de 2012       | 7 de março de 2013  |
| 5      | Baile de boas vindas - Parte 1 | 14 de agosto de 2012      | 8 de março de 2013  |
| 6      | Baile de boas vindas - Parte 2 | 15 de agosto de 2012      | 11 de março de 2013 |
| 7      | Projeto de ciências            | 16 de agosto de 2012      | 12 de março de 2013 |
| 8      | Nos vemos na saida             | 20 de agosto de 2012      | 13 de março de 2013 |
| 9      | Adri viciada                   | 20 de agosto de 2012      | 14 de março de 2013 |
| 10     | Aniversário de Monche          | 21 de agosto de 2012      | 15 de março de 2013 |
| 11     | Adri animadora de torcida      | 22 de agosto de 2012      | 18 de março de 2013 |
| 12     | A quermesse do mês             | 23 de agosto de 2012      | 19 de março de 2013 |
| 13     | Arturo perfeito                | 24 de agosto de 2012      | 20 de março de 2013 |
| 14     | A Olimpíada do conhecimento    | 27 de agosto de 2012      | 21 de março de 2013 |
| 15     | Clases para conquistar         | 28 de agosto de 2012      | 22 de março de 2013 |
| 16     | Adri dedo duro                 | 29 de agosto de 2012      | 25 de março de 2013 |
| 17     | O espião do banheiro           | 30 de agosto de 2012      | 26 de março de 2013 |
| 18     | O questionario                 | 31 de agosto de 2012      | 27 de março de 2013 |
| 19     | Ángel fedorento                | 3 de setembro de 2012     | 28 de março de 2013 |
| 20     | Piadas ruins                   | 4 de setembro de 2012     | 29 de março de 2013 |
| 21     | Os Vingadores                  | 5 de setembro de 2012     | 1 de abril de 2013  |
| 22     | Troca de personalidade         | 6 de setembro de 2012     | 2 de abril de 2013  |
| 23     | Alunos de intercambio          | 7 de setembro de 2012     | 3 de abril de 2013  |
| 24     | A namorada de Ángel            | 10 de setembro de 2012    | 4 de abril de 2013  |
| 25     | O primeiro beijo               | 17 de setembro de 2012    | 5 de abril de 2013  |

### Temporada 2 (2013)
| Número | Título                     | Estréia em América Latina | Estréia no Brasil     |
| 26     | Natal na CQ                | 6 de dezembro de 2012     | 6 de dezembro de 2013 |
| 27     | Monche Super Estrela       | 4 de março de 2013        | 7 de maio de 2013     |
| 28     | Roque no segundo           | 5 de março de 2013        | 8 de maio de 2013     |
| 29     | Adri Vidente               | 6 de março de 2013        | 9 de maio de 2013     |
| 30     | Roque apaixonado           | 7 de março de 2013        | 10 de maio de 2013    |
| 31     | Careca do baldo            | 8 de março de 2013        | 13 de maio de 2013    |
| 32     | Tabela Periódica           | 11 de março de 2013       | 14 de maio de 2013    |
| 33     | Porco olímpiadas           | 12 de março de 2013       | 15 de maio de 2013    |
| 34     | A CQ e Ángel               | 13 de março de 2013       | 16 de maio de 2013    |
| 35     | Cybernoiva                 | 14 de março de 2013       | 17 de maio de 2013    |
| 36     | Danny se Revela            | 15 de março de 2013       | 20 de maio de 2013    |
| 37     | A eleição                  | 18 de março de 2013       | 21 de maio de 2013    |
| 38     | O Diário de Beto           | 19 de março de 2013       | 22 de maio de 2013    |
| 39     | Adri Basquetebolista       | 20 de março de 2013       | 23 de maio de 2013    |
| 40     | Monche de Bergerac         | 21 de março de 2013       | 24 de maio de 2013    |
| 41     | Quem erra mais?            | 22 de março de 2013       | 26 de maio de 2013    |
| 42     | O Mascote de Monche        | 25 de março de 2013       | 27 de maio de 2013    |
| 43     | Escrava de Jenny           | 26 de março de 2013       | 28 de maio de 2013    |
| 44     | Mundo paralelo             | 27 de março de 2013       | 29 de maio de 2013    |
| 45     | Beto professor de Ciências | 28 de março de 2013       | 30 de maio de 2013    |
| 46     | A Lista do Monche          | 29 de março de 2013       | 31 de maio de 2013    |
| 47     | Ángel e Adri               | 2 de abril de 2013        | 3 de junho de 2013    |
| 48     | Salve a CQ                 | 4 de abril de 2013        | 4 de junho de 2013    |
| 49     | O Niver Do Beto            | 7 de abril de 2013        | 5 de junho de 2013    |

### Temporada 3 (2013)
| Número | Título                                                | Estréia em América Latina | Estréia no Brasil     |
| 50     | Jenny vs Clara                                        | 29 de abril de 2013       | 5 de agosto de 2013   |
| 51     | Carma do Roque                                        | 7 de maio de 2013         | 6 de agosto de 2013   |
| 52     | Sem Celulares                                         | 8 de maio de 2013         | 7 de agosto de 2013   |
| 53     | Miss Suplente                                         | 9 de maio de 2013         | 8 de agosto de 2013   |
| 54     | Caderno de Tarefas                                    | 10 de maio de 2013        | 9 de agosto de 2013   |
| 55     | O ciúme de Clara                                      | 13 de maio de 2013        | 12 de agosto de 2013  |
| 56     | Video Celebridade                                     | 14 de maio de 2013        | 13 de agosto de 2013  |
| 57     | Narcolepsia                                           | 15 de maio de 2013        | 14 de agosto de 2013  |
| 58     | Radio CQ                                              | 16 de maio de 2013        | 15 de agosto de 2013  |
| 59     | Ángel Chicharito                                      | 17 de maio de 2013        | 16 de agosto de 2013  |
| 60     | Jenny Pacifica                                        | 20 de maio de 2013        | 19 de agosto de 2013  |
| 61     | De trás das cámeras                                   | 21 de maio de 2013        | 20 de agosto de 2013  |
| 62     | O Ángel dos quadrinhos                                | 22 de maio de 2013        | 21 de agosto de 2013  |
| 63     | O mascote de A CQ                                     | 23 de maio de 2013        | 22 de agosto de 2013  |
| 64     | Clara fotógrafa                                       | 3 de junho de 2013        | 23 de agosto de 2013  |
| 65     | Luta Romana CQ                                        | 4 de junho de 2013        | 26 de agosto de 2013  |
| 66     | A boneca da Danny                                     | 5 de junho de 2013        | 27 de agosto de 2013  |
| 67     | Passarela CQ                                          | 6 de junho de 2013        | 28 de agosto de 2013  |
| 68     | Autor farsante                                        | 7 de junho de 2013        | 29 de agosto de 2013  |
| 69     | Ángel se vai                                          | 10 de junho de 2013       | 30 de agosto de 2013  |
| 70     | Danny Pop Star                                        | 11 de junho de 2013       | 2 de setembro de 2013 |
| 71     | A detenção                                            | 12 de junho de 2013       | 3 de setembro de 2013 |
| 72     | Somos pais                                            | 13 de junho de 2013       | 4 de setembro de 2013 |
| 73     | O fantasma do armário 13 parte 1 (Especial Halloween) | 10 de julho de 2013       | 31 de outubro de 2013 |
| 74     | O fantasma do armário 13 parte 2 (Especial Halloween) | 10 de julho de 2013       | 31 de outubro de 2013 |

### Temporada 4 (2013)
| Número | Título                    | Estréia em América Latina | Estréia no Brasil      |
| 75     | Papai Noel visita CQ      | 16 de julho de 2013       | 6 de dezembro de 2013  |
| 76     | Resoluções de Ano Novo    | 16 de julho de 2013       | 6 de janeiro de 2014   |
| 77     | Amigas e rivais           | 17 de julho de 2013       | 7 de janeiro de 2014   |
| 78     | Epidemia                  | 17 de julho de 2013       | 8 de janeiro de 2014   |
| 79     | Chaves CQ                 | 18 de Julho de 2013       | 9 de janeiro de 2014   |
| 80     | O amor vem com o CQ       | 18 de julho de 2013       | 10 de janeiro de 2014  |
| 81     | A CQ Guarida              | 19 de Julho de 2013       | 13 de janeiro de 2014  |
| 82     | Pipocas Sabor de Chiclete | 19 de Julho de 2013       | 14 de janeiro de 2014  |
| 83     | Proibido usar internet    | 22 de Julho de 2013       | 15 de janeiro de 2014  |
| 84     | A Vingança de A CQ        | 22 de Julho de 2013       | 16 de janeiro de 2014  |
| 85     | A invenção de Beto        | 23 de Julho de 2013       | 17 de janeiro de 2014  |
| 86     | O Envenenamento           | 23 de Julho de 2013       | 20 de janeiro de 2014  |
| 87     | O Mágico Cômico           | 24 de Julho de 2013       | 21 de janeiro de 2014  |
| 88     | Danny hipnotizadora       | 24 de Julho de 2013       | 22 de janeiro de 2014  |
| 89     | O Filho de embaixador     | 25 de Julho de 2013       | 23 de janeiro de 2014  |
| 90     | A reunião                 | 25 de Julho de 2013       | 24 de janeiro de 2014  |
| 91     | Show de Talentos          | 26 de Julho de 2013       | 27 de janeiro de 2014  |
| 92     | Monche Invisivel          | 26 de Julho de 2013       | 28 de janeiro de 2014  |
| 93     | Saudações                 | 29 de Julho de 2013       | 29 de janeiro de 2014  |
| 94     | A retirada de Miss Mago   | 29 de Julho de 2013       | 30 de janeiro de 2014  |
| 95     | O vestido de Jenny        | 30 de Julho de 2013       | 31 de janeiro de 2014  |
| 96     | A Amnesia Do Monche       | 30 de Julho de 2013       | 3 de fevereiro de 2014 |
| 97     | Adri e Roque              | 31 de Julho de 2013       | 4 de fevereiro de 2014 |
| 98     | Os Exames Finais CQ       | 31 de Julho de 2013       | 5 de fevereiro de 2014 |
| 99     | O baile de formatura      | 1 de agosto de 2013       | 6 de fevereiro de 2014 |
| 100    | Sempre juntos             | 1 de agosto de 2013       | 7 de fevereiro de 2014 |

## Elenco
| Personagem | Ator                   | Dublador          |
| Angel      | Emiliano Flores        | Charles Emmanuel  |
| Clara      | Alejandra Müller       | Érika Menezes     |
| Beto       | Benny Emanuel          | Erick Bougleux    |
| Monche     | Harold Azuara          | Matheus Perissé   |
| Adri       | Jocelín Zuckerman      | Pamella Rodrigues |
| Roque      | Luis Fernando Ceballos | Wirley Contaifer  |
| Danny      | Ferny Graciano         | Ana Elena         |
| Jenny      | Fernanda Urdapilleta   | Lhays Macêdo      |